# Ng'ambo (Moshi)
Ng'ambo ist ein Verwaltungsbezirk (Ward) des Distrikts Moshi (MC) in der tansanischen Region Kilimandscharo.

## Geografie
Ng'ambo liegt im Nordosten von Tansania, östlich des Zentrums der Regionshauptstadt Moshi. Die Grenze im Norden bildet die Nationalstraße T2, die hier Taifa Road heißt. Die Grenze im Westen und Südwesten bildet der Fluss Kisaringo, die im Südosten der Fluss Mto Mdogo.
Der Bezirk grenzt im Nordosten an Kiboriloni, im Südosten an Kimochi, im Süden an Old Moshi Magharibi und im Westen an Msaranga. Bei der Volkszählung 2022 lebten 12.482 Menschen in 3706 Haushalten auf einer Fläche von 3,8 Quadratkilometern.

## Gliederung
Der Bezirk besteht aus drei Stadtteilen (Mtaa):

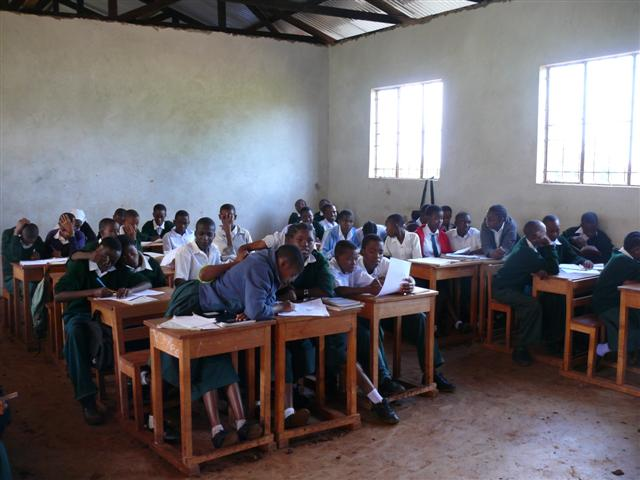
Klassenzimmer der Msaranga Secondary School (2007)

- Mnazi
- Lombeta
- Ng'ambo

## Wirtschaft und Infrastruktur
- Bildung: Die Msaranga Secondary School ist eine staatliche Schule, die rund 300 Mädchen und Burschen bis zur 4. Stufe ausbildet.[8]